# نبوکدنصر یکم
نَبوکَدنَصَر یکم یا بخت النصر یکم (به انگلیسی: Nebuchadnezzar I)، از پادشاهان بابل بوده‌است. نام اصلی و بابلی وی نبو-کودوری-اوسور بوده‌است (Nabu-kudurri-usur)، او را نبوکدنزر هم می‌نامند. بر حسب علم گاه‌شماری، دو دورهٔ سلطنت مختلف و متفاوت برای او در نظر می‌گیرند؛ یکی از حدود ۱۱۲۶ تا حدود ۱۱۰۳ و دیگری از حدود ۱۱۲۵ تا حدود ۱۱۰۴ پیش از میلاد.

## دوران سلطنت
او چهارمین پادشاه از سلسلهٔ دوم ایسن و سلالهٔ چهارم بابل است. او به روایت یکی از منابع اطلاعاتی، ۲۳ سال فرمانروایی کرده‌است و برجسته‌ترین فرمانروای این سلسله می‌باشد. مشهورترین اتفاق دورهٔ سلطنت وی شکست دادن عیلام بود، پادشاه عیلام هوتلوتوش اینشوشیناک در جنگ شکست خورد و نبوکدنصر یکم توانست مجسمهٔ مردوک و برخی خدایان دیگر را به بابل بازگرداند.